# 4tune
4tune nome artístico de Mario Müller (Hamburgo, 13 de março de 1988), é um rapper alemão. Suas músicas são orientadas para o underground e principalmente traz músicas que são criadas como "batalha de rap".

## Vida e Carreira

### Início

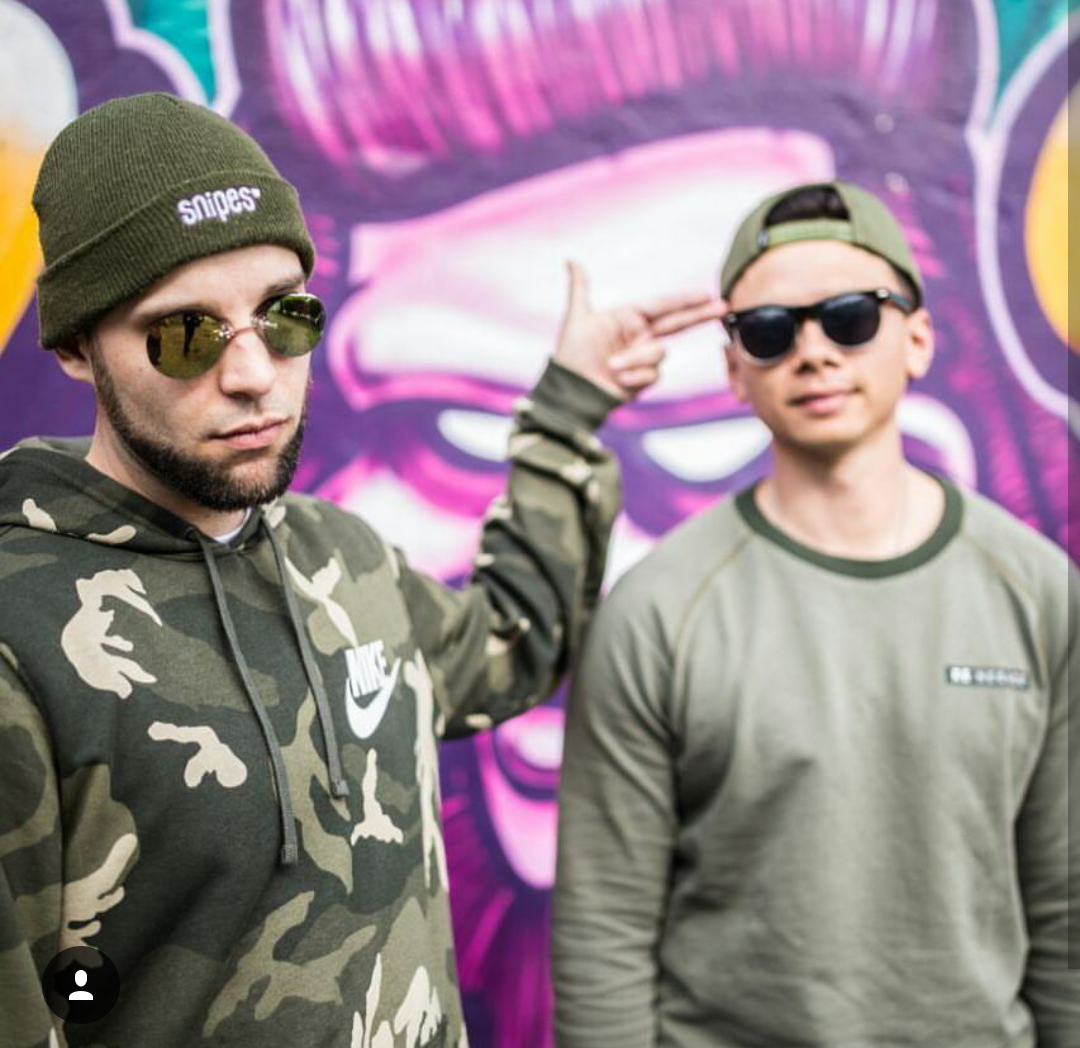
4Tune e Der Asiate em 2017.

Mario Müller escreveu seus primeiros textos de rap quando adolescente, com a idade de 15 anos. Inspirado por artistas como Kool Savas, ele estava principalmente interessado em batalha de rap porque ele tinha uma vasta gama de tópicos e vocabulário à sua disposição, e basicamente não há grandes restrições ou tabus. Em 2007, ele estava ativo sob o nome Terence Skillz no Reimliga Battle Arena. Em 2011, ele foi finalista no Audiobattleturnier da MZEE, mas derrotou seu oponente BattleBoi Basti.
Outras realizações que marcaram no ano seguinte como um quarto-finalista no rappers.in no torneio Videobattleturnier, e o vencedor das primeiras JuliensBlogBattles e Bar4Bar. No entanto, ele perdeu seu título de "Rei" no JuliensBlogBattle 2013 para o SpongeBOZZ. Os visitantes do Graffitibox Jam 2012 em Berlim também conseguiram convencer a afinar com sua aparência e assim ganhar o concurso de rap lá. Além disso, seu site deu Rap.de como resultado de uma pesquisa o prêmio Best Newcomer 2012.,
Em 2013, 4tune decidiu participar do VBT Splash! Edition em vez do torneio regular do Videobattleturnier. Ele chegou na final e mas foi derrotado por Prsteasy. Apesar de sua derrota final, 4Tune venceu uma das três aparições no Splash 2013, que foi premiado por uma votação entre os rappers. Em usuários para os participantes que se destacaram no decorrer do torneio pela performance especial. Em 2013, ele apresentou a música "No Problem Houston" no JuliensBlogContest e conquistou o terceiro lugar, conquistando 2.500 euros.
Juntamente com Happy Beckmann e Dollar John, 4tune forma o grupo Reimebude, que também participou do Video Crew Battle (VCB), mas já havia perdido nas quartas de final contra o Plot, que mais tarde venceria o torneio.
Em 2011, a 4tune lançou um álbum intitulado ReGeneration, que pode ser baixado gratuitamente na Internet. Segundo o artista, este é um álbum promocional.
Além de sua carreira musical, 4tune participou da Free Drama School Hamburg. Ele é vegetariano e lida com a magia, que ele frequentemente abordados em suas canções.
Em 2013, 4tune qualificou-se em uma votação online como um dos 49 candidatos para o programa de TV Millionärswahl na Pro7/Sat1, como o vencedor do qual ele teria recebido 1.000.000 euros. No entanto, ele se desistiu nas semifinais em 18 de janeiro de 2014.
Em meados de 2014, 4tune lançou seu primeiro álbum no selo Halunkenbande de Baba Saad, que inicialmente foi intitulado Die Fantastischen Vier, mas o grupo de hip hop alemão Die Fantastischen Vier processou o rapper por usar seu nome. 4tune reagiu com o Disstrack. Ele nomeou o álbum como "Einer muss es ja Tune".
Também em 2014, ele novamente participou de "JuliensBlogBattle", mas se retirou na primeira rodada após um empate em primeira instância contra o rapper Laskah.
Em 2016, ele participou do "MusicCypher" de Julien Sewering e chegou nas quartas de final.

## Discografia

### Álbuns
| Ano  | Álbum                    | Notas                              |
| ---- | ------------------------ | ---------------------------------- |
| 2011 | ReGeneration             | Download gratuito                  |
| 2012 | 4Tune Battlepaket Teil 1 | Download gratuito                  |
| 2012 | Reimebude Battlepaket 2  | Download gratuito                  |
| 2014 | Einer Muss es ja Tune    | Primeiro álbum de estúdio de 4Tune |
| 2015 | ReGeneration 2           | -                                  |
| 2017 | Bang Shui                | Álbum colaborativo com Der Asiate  |

### Singles
| Ano  | Single             |
| ---- | ------------------ |
| 2013 | No Problem Housten |